# I was kaiser Bill's batman
I was kaiser Bill's batman is een melodietje geschreven door Roger Greenaway en Roger Cook. Zij voerden het nooit zelf uit, ze waren "slechts" muziekschrijvers die echter tientallen hits op hun naam hebben staan (o.a. voor The Hollies). Zo is ook het geval met dit simpele wijsje. De bekendste versie is van ene Whistling Jack Smith, die niet verder kwam dan een langspeelplaat. Er verschenen talloze covers, daaronder versies van James Last (Ich war der Putzer von Kaiser), Klaus Wunderlich en Pat Boone.
"Kaiser Bill" staat voor Wilhelm II van Duitsland, "batman" voor ordonnans. Het melodietje lijkt dan ook op een marsdeuntje. Wilhelm II was een van de hoofdrolspelers in de aanloop naar de Eerste Wereldoorlog.

## Whistling Jack Smith
De artiest Whistling Jack Smith bestond echter niet echt. In de geluidsstudio was het de trompettist John O’Neill uit de musici rondom Mike Sammes. Op de beeldbuis werd hij gespeeld door Billy Moeller, de broer van Tommy Moeller, lid van Unit 4+2. De artiestennaam is wel afgeleid van een echte artiest: Whispering Jack Smith.

### Hitnotering
In de Verenigde Staten haalde het de twintigste plaats in de Billboard Hot 100, de elpee waar het op stond werd dan ook naar de single genoemd. In de Britse UK Singles Chart had het meer succes: twaalf weken notering met een hoogste plaats nummer 5. De Nederlandse top 40 versloeg die Britse notering echter met gemak: Vijftien weken notering en een tweede plaats. Bill’s batman kon alleen afgestopt worden door This is my song van Petula Clark.

### Nederlandse Top 40
| Positie: | 26 | 14 | 11 | 7 | 6 | 4 | 2 | 4 | 5 | 8 | 13 | 15 | 22 | 34 | 38 | uit |

#### NederlandseHilversum 3 Top 30
| Positie: | 15 | 14 | 10 | 6 | 5 | 4 | 2 | 5 | 9 | 10 | 17 | uit |

#### BelgischeBRT Top 30
Deze lijst was er nog niet.

#### Vlaamse voorloperUltratop 30
| Positie: | 13 | 8 | 7 | 5 | 5 | 6 | 8 | 10 | 11 | 16 | 20 | uit |

#### NPO Radio 2 Top 2000
I was kaiser Bill's batman stond alleen in 1999 in de NPO Radio 2 Top 2000, op plek 1809.